# Tölz
Hrad Tölz je zaniklý středověký hrad na břehu Isaru na místě nynějšího farního kostela v Bad Tölz v Bavorsku. Hrad byl postaven kolem roku 1180 Heinrichem z Tollenze. Při ničivém požáru v roce 1453 byl zničen. V období 1690–1700 byla rozebrána většina zbytků. Na obrazu v Antiquariu v Mnichově z roku 1590 a rytině od Meriana z roku 1644, je zobrazena v přední části farního kostela masivní budova, která patřila k hradu. Při stavbě budovy školy v roce 1828 byly objeveny zdi hradu, zčásti se střílnami. Městský kronikář Georg Westermayer měl podezření, že věž farního kostela byla kdysi tvrz hradu.
Jediný zbytek z bývalého hradu je pozdně gotická sklepní klenba z 15. století. 